# 2010 CG55
2010 CG55, também escrito como 2010 CG55, é um corpo celeste que é classificado como um damocloide. O mesmo possui uma magnitude absoluta de 20,1 e tem um diâmetro com cerca de 6 km.

## Descoberta
2010 CG55 foi descoberto no dia 15 de fevereiro de 2010 pelo Catalina Sky Survey.

## Órbita
A órbita de 2010 CG55 tem uma excentricidade de 0,909 e possui um semieixo maior de 31,791 UA. O seu periélio leva o mesmo a uma distância de 2,894 UA em relação ao Sol e seu afélio a 60,687 UA.